# Kansas City Command
Die Kansas City Command waren ein Arena-Football-Team aus Kansas City (Missouri), das in der Arena Football League (AFL) spielte. Das Franchise wurde 2006 als Kansas City Brigade gegründet und änderten ihren Namen zur Saison 2011 in Command.

## Geschichte

### Kansas City Brigade (2006–2008)
Das Franchise wurde 2006 gegründet und erreichte als Brigade einmal die Playoffs. Dort scheiterten sie 2007 allerdings trotz besserer Platzierung und Heimspiel an den Colorado Crushs. Die Saison 2006 und 2008 wurde nur mit je drei Siegen abgeschlossen. Sie agierten daher jeweils am unteren Ende der Tabelle.
Nachdem die Saison 2009 seitens der AFL ausgesetzt worden war, teilte das Franchise mit, dass Kansas City auch nicht am Spielbetrieb der Saison 2010 teilnehmen werde.

### Kansas City Command (2011–2012)
Die Brigade änderten 2010 ihren Namen in Command und nahmen nach einjähriger Pause wieder an der AFL teil. Grund dafür sind laut dem Eigentümer das verbesserte Finanzkonzept der Liga.
Die zweite Amtszeit des Franchises in der AFL verlief allerdings genauso erfolglos. Nur neun Spiele wurden in den folgenden beiden Spielzeiten gewonnen. Beide Male wurden die Playoffs verpasst.
Die Command lösten sich zum Ende der Saison 2012 auf, auch weil die Zuschauerzahlen von einst über 10.000 pro Spiel auf knapp über 4.000 sanken.

## Saisonstatistiken
| Jahr | Team                                         | Liga | S  | N  | Playoffs erreicht | Playoffrunde                              |
| ---- | -------------------------------------------- | ---- | -- | -- | ----------------- | ----------------------------------------- |
| 2006 | Kansas City Brigade                          | AFL  | 3  | 13 | nein              |                                           |
| 2007 | Kansas City Brigade                          | AFL  | 10 | 6  | ja                | N Wild Card Game gg. Colorado Crush 42:49 |
| 2008 | Kansas City Brigade                          | AFL  | 3  | 13 | nein              |                                           |
| 2009 | Spielzeit in AFL ausgesetzt                  |      |    |    |                   |                                           |
| 2010 | Franchise nicht an Spielbetrieb teilgenommen |      |    |    |                   |                                           |
| 2011 | Kansas City Command                          | AFL  | 6  | 12 | nein              |                                           |
| 2012 | Kansas City Command                          | AFL  | 3  | 15 | nein              |                                           |

## Zuschauerentwicklung
| Jahr | Team                                         | Zuschauerdurchschnitt |
| ---- | -------------------------------------------- | --------------------- |
| 2006 | Kansas City Brigade                          | 15.234                |
| 2007 | Kansas City Brigade                          | 11.894                |
| 2008 | Kansas City Brigade                          | 12.828                |
| 2009 | Spielzeit in AFL ausgesetzt                  |                       |
| 2010 | Franchise nicht an Spielbetrieb teilgenommen |                       |
| 2011 | Kansas City Command                          | 4.353                 |
| 2012 | Kansas City Command                          | 4.303                 |